# Spezia Calcio
Spezia Calcio là một câu lạc bộ bóng đá chuyên nghiệp của Ý có trụ sở tại La Spezia, Liguria, hiện đang thi đấu ở Serie B.
Spezia Calcio được thành lập vào năm 1906 bởi một chủ ngân hàng người Thụy Sĩ Hermann Hurni (hoặc Hurny trong một số tài liệu), người đã chơi cho các đội nghiệp dư Crystal Palace đầu tiên ở Luân Đôn trong thời gian còn là sinh viên ở đó.

## Cầu thủ

### Đội hình hiện tại
Tính đến ngày 26/6/2024
Ghi chú: Quốc kỳ chỉ đội tuyển quốc gia được xác định rõ trong điều lệ tư cách FIFA. Các cầu thủ có thể giữ hơn một quốc tịch ngoài FIFA.
| Số | VT | Quốc gia   | Cầu thủ                                      |
| -- | -- | ---------- | -------------------------------------------- |
| 1  | TM | Hà Lan     | Jeroen Zoet                                  |
| 2  | HV | Ba Lan     | Przemysław Wiśniewski                        |
| 3  | TV | Croatia    | Roko Jureškin (mượn từ Pisa)                 |
| 4  | HV | Bồ Đào Nha | João Moutinho                                |
| 5  | HV | Argentina  | Gregorio Tanco                               |
| 7  | TĐ | Ý          | Salvatore Elia                               |
| 8  | TV | Hungary    | Ádám Nagy                                    |
| 9  | TĐ | Ý          | Francesco Pio Esposito (mượn từ Inter Milan) |
| 10 | TV | Ý          | Salvatore Esposito                           |
| 11 | TĐ | Slovenia   | Tio Cipot                                    |
| 13 | HV | Ba Lan     | Arkadiusz Reca                               |
| 14 | TV | Ý          | Luca Vignali                                 |
| 15 | HV | Ý          | Niccolò Pietra                               |
| 16 | TĐ | Ý          | Diego Falcinelli                             |
| 20 | TĐ | Ý          | Giuseppe Di Serio                            |
| 21 | TV | Ý          | Giovanni Corradini                           |

| Số | VT | Quốc gia             | Cầu thủ                                |
| -- | -- | -------------------- | -------------------------------------- |
| 23 | HV | Đức                  | Lukas Mühl                             |
| 24 | TĐ | Ý                    | Luca Moro (mượn từ Sassuolo)           |
| 25 | TV | Ý                    | Filippo Bandinelli                     |
| 26 | HV | Albania              | Christian Cugnata                      |
| 28 | TM | Ý                    | Gian Marco Crespi                      |
| 29 | TV | Ý                    | Francesco Cassata (mượn từ Genoa)      |
| 33 | HV | Gruzia               | Iva Gelashvili (mượn từ Dinamo Batumi) |
| 37 | HV | Cộng hòa Séc         | Aleš Matějů                            |
| 40 | TM | Bosna và Hercegovina | Petar Zovko                            |
| 43 | HV | Hy Lạp               | Dimitrios Nikolaou                     |
| 55 | HV | Bulgaria             | Petko Hristov                          |
| 77 | HV | Ý                    | Nicolò Bertola                         |
| 80 | TV | Ý                    | Rachid Kouda                           |
| 97 | TV | Ba Lan               | Filip Jagiełło (mượn từ Genoa)         |
| 99 | TĐ | Ý                    | Daniele Verde                          |